# Tadao Takashima
Pour les articles homonymes, voir Takashima (homonymie).
Tadao Takashima (高島忠夫, Takashima Tadao), né le 27 juillet 1930 dans la préfecture de Hyōgo et mort le 26 juin 2019, est un acteur et musicien de jazz japonais.

## Biographie
Tadao Takashima a tourné dans près de 120 films entre 1952 et 1994.

## Filmographie partielle
- 1957 : L'Empereur Meiji et la guerre russo-japonaise (明治天皇と日露大戦争, Meiji tennō to nichiro daisensō?) de Kunio Watanabe : Nogi Yasusuke
- 1962 : King Kong contre Godzilla (キングコング対ゴジラ, Kingukongu tai Gojira?) d'Ishirō Honda : Osamu Sakurai
- 1963 : Atragon (海底軍艦, Kaitei gunkan?) d'Ishirō Honda : Susumu Hatanaka
- 1965 : Frankenstein vs. Baragon (フランケンシュタイン対地底怪獣, Furankenshutain tai chitei kaijū Baragon?) d'Ishirō Honda : Dr Yuzo Kawaji
- 1967 : La Planète des monstres (怪獣島の決戦 ゴジラの息子, Kaijǖtō no kessen: Gojira no musuko?) de Jun Fukuda
- 1993 : Godzilla vs Mechagodzilla 2 (ゴジラvsメカゴジラ, Gojira tai Mekagojira?) de Takao Okawara : Hosono